# ジョーズ'87 復讐篇
『ジョーズ’87　復讐篇』（ジョーズはちじゅうなな ふくしゅうへん、Jaws The Revenge）は、1987年のアメリカ映画。大ヒット映画『ジョーズ』シリーズの第4作であり、完結編。廉価版VHSビデオ発売以降の邦題は『ジョーズ4 復讐篇』。

## 概説
巨大な人食いザメ（ホオジロザメ）の恐怖と、それに立ち向うブロディ一家を描いた作品。
前作と同じく、たくましく成長して海洋生物学者になったマイケル・ブロディと、夫を失い悲しみにくれるエレン・ブロディが主人公である。マーティン・ブロディはすでに故人となっている。
ホオジロザメが殺された仲間の復讐であるかのようにブロディ一家を執拗に狙う、同じ個体と思われるサメがアメリカ東海岸のアミティからバハマへ移り住んだ一家を数日で追撃してくるという強引極まりないストーリーに加え、肝心のサメが作り物としか思えない外見のため、全体としては完成度が低い。特にラストの「サメが吠える」というあまりに現実とかけ離れたエンディングは、さらに評価を下げる一因となった。1987年のラジー賞では7部門にノミネートされた（受賞は最悪視覚効果賞の1部門のみ）。

## あらすじ
前作から数年後のアミティ。かつて巨大ザメを倒した夫のマーティン・ブロディが心臓発作でこの世を去り、未亡人となったエレン・ブロディ。次男のショーンは、アミティ警察署で保安官となり、エレンと2人で平和な毎日を送っていた。
だが、クリスマス・イブの夜、流木の除去のために海に出ていたショーンは狭い港内であるにもかかわらず、アミティに4度現れた巨大ホオジロザメに襲われた。ショーンは一瞬にして片腕を食いちぎられ、翌日無残な死体となってしまった姿でエレンの眼前に現れる。
ショーンの葬儀後、エレンは海そのものに嫌悪感を抱くようになってしまい、悲しみに暮れる。アミティに戻って来た長男のマイケルはエレンを慰めるため、自分が住んでいるバハマに呼ぶ。既に独立し、結婚して家庭をもつマイケルは、博士号取得を目標にするジェイクと共にバハマの海で巻貝研究の仕事をしていた。サメに襲われる夢を見てうなされるほどショックを受けていたエレンは、島のセスナ機パイロットであるホーギーと出会い、カーニバルの夜を経て、次第に元気を取り戻す。
しかしその数日後。巻貝を調査中のマイケルたちの前に、ショーンを無残にも食い殺したあの巨大ホオジロザメが、まるでブロディ一家への復讐を狙っているかのごとく、後を追うように現れた。だがマイケルたちは、エレンに心配させまいと、サメがいる事実を伏せてしまう。
エレンが元気を取り戻したのもつかの間。サメ出現を隠したために無警戒だったビーチにサメが現れ、バナナボートに乗って楽しむエレンの孫・テア達を襲う。間一髪のところでテアは助け出されたが、我慢の限界に達したエレンは、決着をつけるために一人、ヨットで沖へ出ていく。それを知ったマイケルは、ホーギーの飛行機でジェイクと共にエレンの後を追うのだった。

## 登場人物
エレン・ブロディ
マーティンの妻で、マイケルとショーンの母。夫を心臓発作で失い、現在では未亡人となっている。ショーンと2人で暮らしていたが、彼の命もサメに奪われてしまい、失意の中、マイケルのいるバハマへとやってくる。
マイケル・ブロディ
マーティン・ブロディ元アミティ警察署長の長男。前作では水族館に勤務しているところをサメに襲撃され、水族館が壊滅する被害を受けたが、本作でも同施設に勤めているのかは不明。
ジェイク
海洋生物を研究する黒人の青年で、マイケルの友人。サメの襲撃を受け重傷を負うもブロディ家の一員ではなかったため見逃され、マイケル達と共に生還する。
カーラ・ブロディ
マイケルの妻。芸術家。既にマイケルとの間に娘をもうけている。
ホーギー
海上セスナタクシーを営む中年の男。バハマを訪れたエレンと出会い、彼女の心の支えとなる。
テア・ブロディ
マイケルとカーラの娘で、マーティンとエレンの孫に当たる5歳の少女。サメの襲撃を受けたが、生き延びることはできた。
ショーン・ブロディ
マーティンの次男で、マイケルの弟。青年に成長し、父と同じくアミティ警察に保安官として勤めている。『2』『3』でサメの恐怖から逃れ続けてきたものの、本作冒頭でホオジロザメの襲撃を受けて惨殺される。ティファニーという女性と婚約も交わしていた矢先であった。
マーティン・ブロディ
第1作、『2』でサメに立ち向かった男。本作では既に故人だが、アミティ警察署には現在も彼の署長時代の写真が飾られている。
当初発売されたビデオのパッケージなどでは「サメの犠牲になった」と書かれているが、実際には、マイケルがサメに襲われたという事実（『3』）を聞いて心臓発作を起こしたのが死因となっている。劇中でエレンはこれについて「サメの犠牲になったのも同じこと」としていた。

## キャスト
| 役名                             | 俳優                       | 日本語吹替                                                                                           | 日本語吹替                                                     |
| 役名                             | 俳優                       | 日本テレビ版                                                                                         | テレビ朝日版                                                   |
| -------------------------------- | -------------------------- | --- | -------------------------------------------------------------- |
| エレン・ブロディ                 | ロレイン・ゲイリー         | 初井言榮                                                                                             | 北村昌子                                                       |
| マイケル・ブロディ               | ランス・ゲスト             | 安原義人                                                                                             | 池田秀一                                                       |
| ジェイク                         | マリオ・ヴァン・ピーブルズ | 大塚芳忠                                                                                             | 谷口節                                                         |
| カーラ・ブロディ                 | カレン・ヤング             | 鵜飼るみ子                                                                                           | 安達忍                                                         |
| ホーギー                         | マイケル・ケイン           | 小林修                                                                                               | 羽佐間道夫                                                     |
| テア・ブロディ                   | ジュディス・バーシ         | 坂本真綾                                                                                             | 野沢満恵                                                       |
| ショーン・ブロディ               | ミッチェル・アンダーソン   | 関俊彦                                                                                               | 宮本充                                                         |
| ルイーザ                         | リン・ウィットフィールド   | | 安永沙都子                                                     |
| ポリー                           | エドナ・ビロット           | | 大方斐紗子                                                     |
| 市長                             | シプリアン・R・デューブ    | | 麦人                                                           |
| マーティン・ブロディ(回想シーン) | ロイ・シャイダー           | 滝田裕介                                                                                             | 麦人                                                           |
| その他                           |                            | 高橋ひろ子 相生千恵子 稲葉実 滝沢ロコ 小室正幸 秋元千賀子 福田信昭 藤本譲 巴菁子 石森達幸 井上喜久子 | 秋元羊介 島香裕 村松康雄 小島敏彦 達依久子 磯辺万沙子 亀井芳子 |
|                                  |                            | |                                                                |
| 演出                             |                            | 小山悟                                                                                               | 河村常平                                                       |
| 翻訳                             |                            | 木原たけし                                                                                           | たかしまちせこ                                                 |
| 調整                             |                            | 小野敦志                                                                                             | 荒井孝                                                         |
| 効果                             |                            | リレーション                                                                                         | リレーション                                                   |
| プロデューサー                   |                            | | 猪谷敬二                                                       |
| 解説                             |                            | 水野晴郎                                                                                             | 淀川長治                                                       |
| 制作                             |                            | 東北新社                                                                                             | 東北新社                                                       |
| 初回放送                         |                            | 1990年1月5日 『金曜ロードショー』 ※劇場公開版本編を基に制作                                          | 1991年12月29日 『日曜洋画劇場』 ※VHS版本編を基に制作           |

※ 2016年8月3日発売のブルーレイにはテレビ朝日版の吹替が収録

## その他
- 本作には二種類のエンディングが存在する。オリジナルのエンディングは、エレンがボートを操縦してサメに折れたマストを突き刺し、それにより致命傷を負ったサメが悶え苦しみながら海に沈んでいくというもので、日本ではこのバージョンが劇場公開された。しかし、アメリカでは公開前に急遽このエンディングは差し替えられている。その内容は、エレンがボートを操縦してサメに折れたマストを突き刺した途端、サメが謎の大爆発を引き起こし木っ端微塵になるというもの。しかも、これによりサメに食べられたはずのジェイクも生還するという、オリジナル版とは印象がだいぶ異なるものとなっている。このアメリカで公開されたバージョンは、日本で発売されたVHSにも収録されており（オリジナル版は未収録）、現在発売されているDVDなどの各種映像ソフトにはこちらのバージョンのみが収録されている。ちなみに日本でテレビ放送された際、日本テレビでは劇場公開版が、テレビ朝日ではビデオ版がそれぞれ放送されたが、2017年12月13日放送のBSジャパン版では、サメが海に沈んだ後にジェイクが生還するというオリジナル版とビデオ版が組み合わされた独自の編集がされていた。

- テア役を演じたジュディス・バーシは、翌1988年7月25日、父親によって母親もろともピストルで射殺された（父親もその後自殺）[3][4][5]。まだ10歳だった。葬儀にはテアの父・マイケル役を演じたランス・ゲストも参列した[6]。

## シリーズ作
- ジョーズ
- ジョーズ2
- ジョーズ3